# Sirosława
Sirosława, Sierosława – staropolskie imię żeńskie, złożone z dwóch członów: Siro- ("pozbawiony czegoś") i -sława ("sława"). Mogło oznaczać "pozbawiona sławy". W źródłach poświadczone w XIII wieku (1250).
Męskie odpowiedniki: Sirosław, Sierosław.
Sirosława imieniny obchodzi 27 lutego.